# Scream America
Scream America EP è un Extended Play dei Tokio Hotel pubblicato solo per il mercato di Stati Uniti e Canada.
Il disco contiene la hit Scream e la versione remix di Ready, Set, Go!.

## Tracce
1. Scream
2. Ready, Set, Go! (Remix Version)